# Publio Atio Varo
Publio Atio Varo  (m. 45 a. C.) fue un noble romano que durante la guerra civil se decantó por el bando pompeyano.

## Carrera pública
Publio Varo en el inicio de la guerra reclutó tropas en Piceno para la causa pompeyana, tras el rápido avance de César. Evacuó la zona y sus levas se unieron al ejército de Cneo Pompeyo Magno en Apulia.
Cuando Pompeyo cruzó el mar Adriático a Grecia, Publio Atio Varo navegó a África haciéndose cargo de la provincia para los pompeyanos, expulsando de la administración local a los cesarianos. Varo había sido anteriormente propretor allí. Inició la creación de una fuerza militar utilizando los recursos y clientes de la provincia, consolidando una alianza con el rey Juba I de Numidia. El cesariano Cayo Escribonio Curión desembarcó con éxito en Útica al mando de dos legiones —las tropas reclutadas originalmente por Lucio Domicio Enobarbo para defender Corfinio—. Sexto Quintilio Varo, que fue defensor de Corfinio, intentó sin éxito restablecer la lealtad original de las tropas. Tras una victoria inicial de Curión, su ejército fue aniquilado por las fuerzas combinadas de Juba I y Publio Atio Varo.
Después de la batalla de Farsalia, los conservadores republicanos huyeron a África para continuar la lucha y Varo cedió sus competencias a Quinto Cecilio Metelo Escipión. Varo se hizo cargo de la armada conservadora, tras la derrota de la batalla de Tapso, huyó a Hispania junto con Tito Labieno y Cneo Pompeyo el Joven. Fue derrotado en batalla naval cerca de Cartago Nova por el comandante cesariano Cayo Didio y fue forzado a desembarcar. Participó en la batalla de Munda, muriendo en combate. Su cabeza fue llevada ante Julio César junto con la de Tito Labieno.
Había sido pretor alrededor del año 53 a. C.